# جاسم سلطانی
جاسم سلطانی (۱ بهمن ۱۳۶۲–۱۰ شهریور ۱۴۰۰) بازیکن فوتسال و عضو تیم ملی فوتسال ایران بود.

## پیشینه
سلطانی بازی خود را از ده سالگی در شیراز آغاز نمود و یکی از فوتبالیست‌های شیرازی و کاپیتان اسبق تیم صدرای شیراز و پرسپولیس تهران بود و یکی از بهترین چپ پا‌های تاریخ فوتسال ایران، که چندین سال سابقه حضور در لیگ برتر فوتسال ایران و فوتسال امارات و حضور در تیم ملی فوتسال ایران را در کارنامه خود داشت.وی در سال ۸۲ به تیم ملی امید فوتسال دعوت شد بعد در  تیم بزرگسالان تیم ملی فوتسال ایران بازی کرد و زننده اولین گل تاریخ تقابل ایران و برزیل بود  که بسیار زیبا زد و ایران نایب قهرمان جام جهانی فوتسال شد. وی سابقهٔ حضور در تیم ملی فوتسال ایران و تیم‌های فوتسال صدرا ، فولاد گستر تبریز ، تیم گیتی پسند اصفهان ( نایب قهرمان لیگ برتر ایران ) ، پرسپولیس تهران( کاپیتان پرسپولیس) و بندرعباس و تیم فوتسال الوصل امارات و العربی کویت  در لیگ برتر فوتسال را در کارنامه ورزشی داشت. وی دو بار در جام جهانی فوتسال برای تیم ملی ایران به میدان رفت و دو نایب قهرمانی جام جهانی با تیم ملی فوتسال ایران در کارنامه خود دارد.

## افتخارات
- نایب قهرمانی جام جهانی کوچک سال 2007
- نایب قهرمانی جام جهانی سال 2009
- قهرمانی و نایب‌ قهرمانی لیگ برتر فوتسال ایران[۳][۴]

جام جهانی کوچک فوتسال (جایزه بزرگ فوتسال)